# Zebrasoma velifer
Zebrasoma velifer là một loài cá biển thuộc chi Zebrasoma trong họ Cá đuôi gai. Loài cá này được mô tả lần đầu tiên vào năm 1795.

## Từ nguyên
Danh pháp của loài cá này được ghép từ 2 âm tiết trong tiếng Latinh: veli ("cánh buồm") và fero ("mang, vác"), có nghĩa là "người mang cánh buồm", ám chỉ vây lưng của chúng nhô cao khi căng rộng ra, tựa như cánh của thuyền buồm.

## Phạm vi phân bố và môi trường sống
Z. velifer có phạm vi phân bố rộng rãi ở Tây và Trung Thái Bình Dương. Từ vịnh Thái Lan, loài cá này xuất hiện rộng khắp vùng biển các nước Đông Nam Á, băng qua Papua New Guinea đến hầu hết các quốc đảo thuộc châu Đại Dương (xa nhất ở phía đông là đến quần đảo Pitcairn); phạm vi phía bắc trải dài đến miền nam Nhật Bản và quần đảo Hawaii; phía nam giới hạn đến đảo Rottnest và Sydney (hai bờ tây-đông của Úc). Ở Đông Ấn Độ Dương, Z. velifer được ghi nhận ở ngoài khơi đảo Giáng Sinh. Z. velifer sống gần các rạn san hô ở độ sâu đến 45 m.
Từ năm 2000 đến 2019, Z. velifer đã được quan sát nhiều lần ở những vùng biển ngoài khơi bang Florida, Hoa Kỳ.

## Mô tả

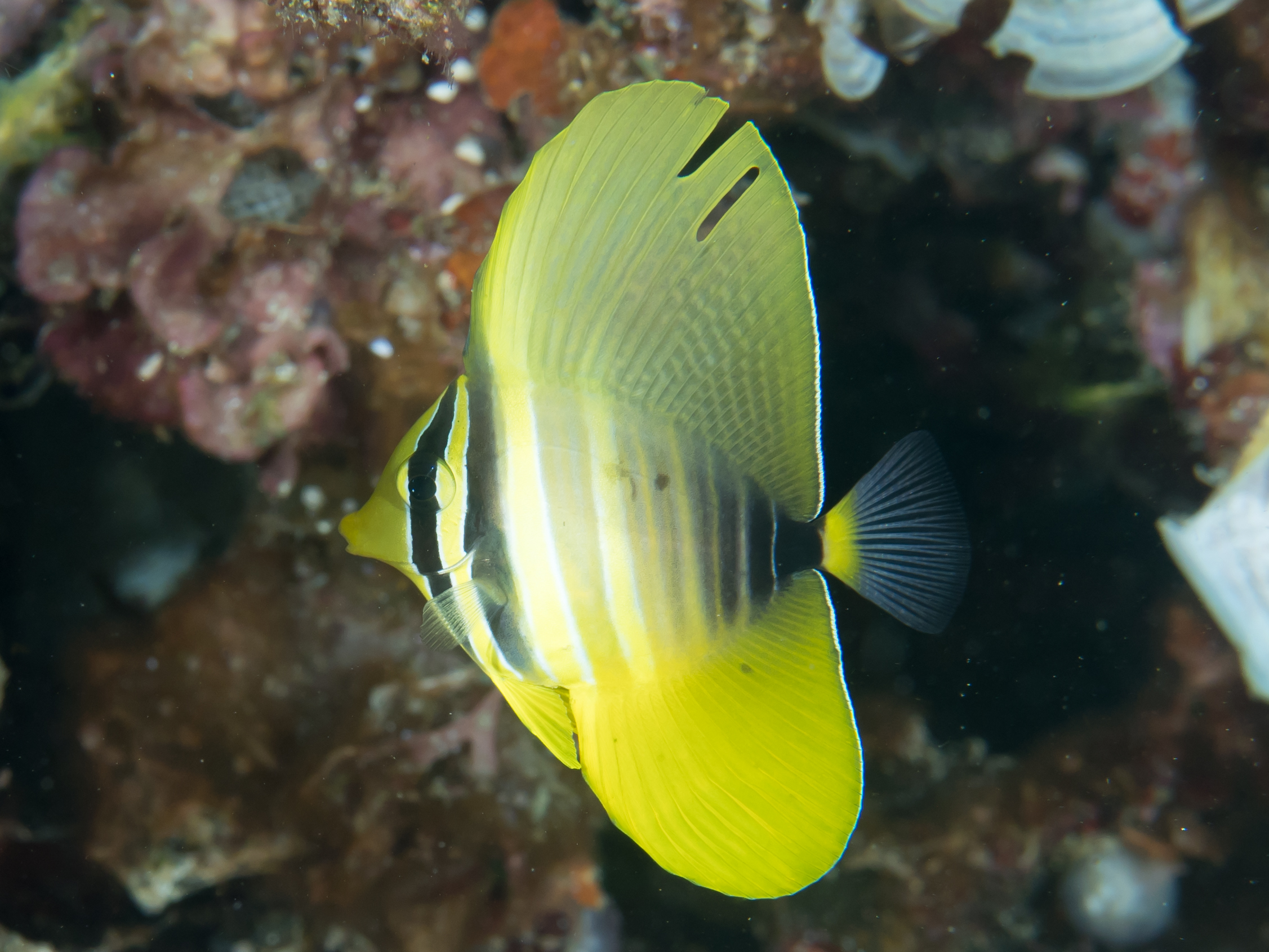
Z. velifer đang phát triển

Chiều dài cơ thể tối đa được ghi nhận ở Z. velifer là 40 cm. Cơ thể có các dải sọc màu xám và màu nâu sẫm xen kẽ (dải sọc sẫm nhất ở đầu, băng qua mắt). Trên những dải sọc rộng này còn có những dải sọc hẹp và những đốm màu vàng (những đốm vàng tập trung chủ yếu ở thân trước). Đầu và mõm có màu xám, dày đặc với các chấm màu trắng. Vây lưng và vây hậu môn màu nâu sẫm, với các vân sọc màu vàng nhạt. Vây đuôi màu vàng nâu đến nâu sẫm, có vạch trắng ở gốc. Cuống đuôi của Z. velifer có ngạnh sắc như hầu hết những loài cá đuôi gai khác, có viền màu xanh tím bao quanh.
Z. velifer có thể nhanh chóng đổi màu cơ thể, và các dải sọc màu xám trở nên sáng màu hơn, hoặc trở nên sẫm nâu đến khi tiệp màu với toàn bộ cơ thể. Trong suốt quá trình bắt cặp tìm bạn tình, cá đực và cá cái đều có cùng một kiểu màu sắc: những dải sọc xám trở nên sáng màu hơn, trong khi các vây và phần còn lại của cơ thể chuyển sang màu nâu sẫm. Mặt khác, cơ thể của Z. velifer sẽ hoàn toàn chuyển sang màu sẫm khi chúng đang tấn công những đồng loại xâm phạm lãnh thổ của mình.
Cá con của Z. velifer có màu vàng với các dải sọc màu nâu đen được viền trắng (các dải sọc này sẫm hơn ở vùng đầu và thân sau). Vây đuôi trong suốt hoặc màu vàng tươi, gốc vây có màu vàng. 

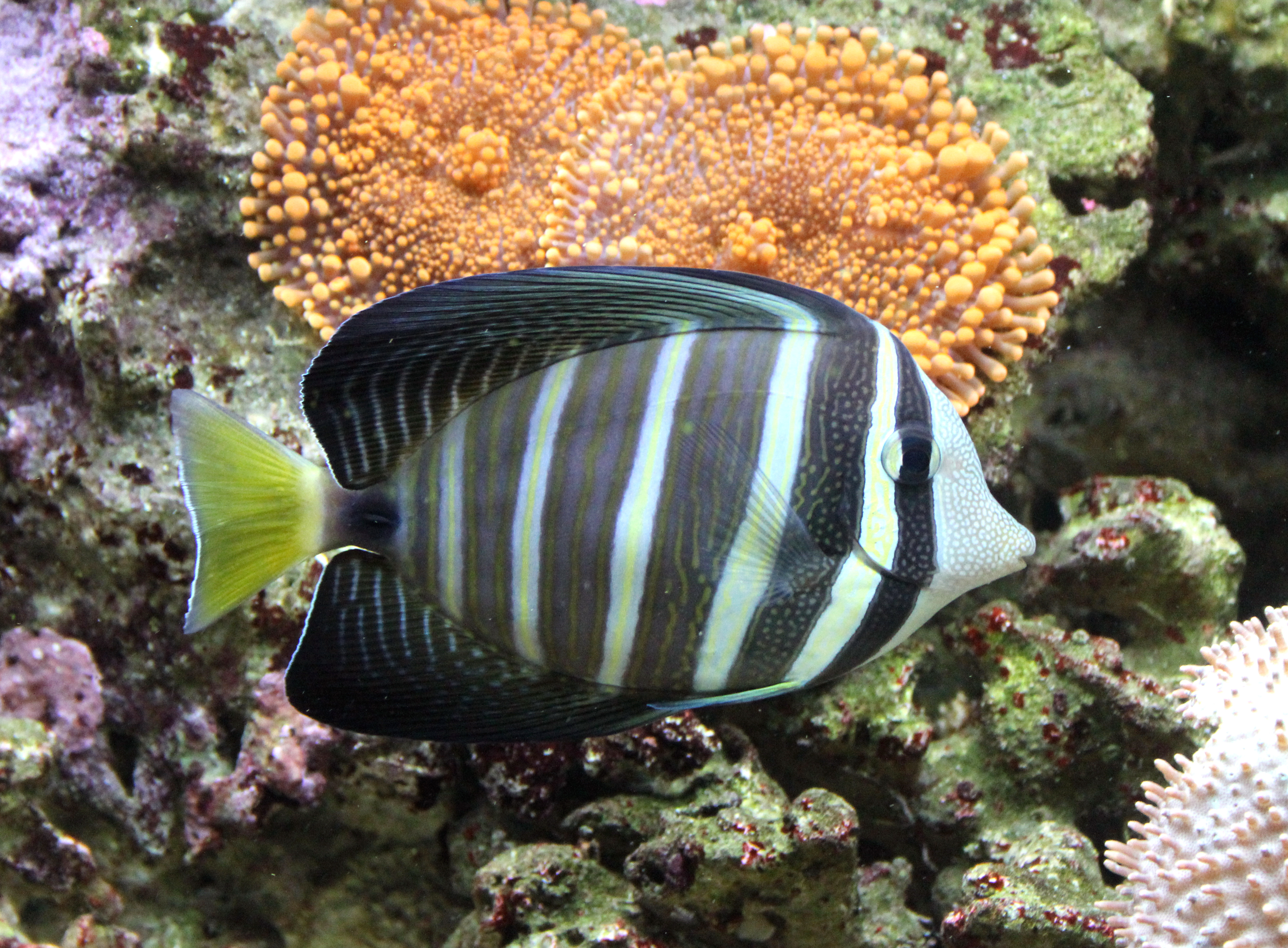
Một cá thể Z. velifer trưởng thành

Tất cả các loài Zebrasoma đều có thể căng rộng vây lưng và vây hậu môn. Các nhà ngư học đã xác định chiều dài của vây lưng của chúng bằng cách đo tia vây lưng dài nhất (tia thứ 12) và gai lưng dài nhất (gai thứ 13), sau đó chuyển đổi các giá trị này thành tỉ lệ phần trăm theo chiều dài tiêu chuẩn của cơ thể. Kết quả cho thấy, Z. velifer có vây lưng lớn nhất trong số tất cả các loài Zebrasoma dựa vào những chỉ số đo trên, và những chỉ số đo này ở chi Zebrasoma lại lớn hơn so với tất cả các chi trong họ Cá đuôi gai.
Số gai ở vây lưng: 4 - 5; Số tia vây ở vây lưng: 29 - 33; Số gai ở vây hậu môn: 3; Số tia vây ở vây hậu môn: 23 - 26; Số tia vây ở vây ngực: 15 - 17; Số gai ở vây bụng: 1; Số tia vây ở vây bụng: 5.

## Sinh thái và hành vi
Z. velifer thường sống đơn độc, nhưng cũng có thể bơi theo cặp. Z. velifer trưởng thành cũng có thể hợp thành đàn khoảng từ 50 đến 100 cá thể ở vùng gian triều để kiếm ăn. Z. velifer luôn bảo vệ lãnh thổ của mình trước đồng loại, và điều này đã được quan sát tại Aldabra và Palau, bất kể là chúng sống đơn độc hay theo cặp.
Z. velifer có ít răng ở họng hơn, và những chiếc răng này lớn hơn so với những loài Zebrasoma khác. Thức ăn của chúng là các loại tảo đỏ và tảo lục.
Vào mùa sinh sản, Z. velifer đực bơi lên khỏi đáy biển chừng vài mét để tìm Z. velifer cái. Cả hai thường sẽ bơi ở tầng nước giữa một vài phút rồi cùng bơi xuống đáy. Nếu cá cái bơi lên cao hơn, cá đực sẽ cố tiến đến gần và bơi lòng vòng xung quanh cá cái, sử dụng vây ngực để di chuyển. Cá cái sau đó sẽ bơi xuống đáy cùng với cá đực. Lúc này, chúng sẽ thực hiện hành vi giao phối.

### Trích dẫn
- D. R. Robertson (1983). "On the spawning behavior and spawning cycles of eight surgeonfishes (Acanthuridae) from the Indo-Pacific" (PDF). Environmental Biology of Fishes. Quyển 9 số 3/4. tr. 193–223.
- R. C. Guiasu; R. Winterbottom (1998). "Yellow juvenile color pattern, diet switching and the phylogeny of the surgeonfish genus Zebrasoma (Percomorpha, Acanthuridae)" (PDF). Bulletin of Marine Science. Quyển 63 số 2. tr. 277–294.